# 山ちゃん直子のラジオマガジン
『山ちゃん直子のラジオマガジン』（やまちゃんなおこのラジオマガジン）は、2001年4月2日から2004年3月26日までHBCラジオ（北海道放送）で放送されていたワイド番組である。パーソナリティは、前番組『さくらいさんとやまうちくん』から引き続き山内要一と高橋直子が務めていた。
番組の終了後、高橋は後番組『一平・直子のほっとスマイル!』にも引き続き出演した。一方、2004年春からテレビを担当することになった山内は、しばらくこの時間帯のラジオ担当から外れることになった。

## 放送時間
いずれも日本標準時。
- 月曜 - 金曜 9:00 - 11:00（2002年3月まで）
- 月曜 - 金曜 8:30 - 11:00（2002年4月以降） - 『朝刊さくらい』の放送枠縮小分を取り込んで30分拡大。